# Nomada vegana
Nomada vegana är en biart som beskrevs av Cockerell 1903. Nomada vegana ingår i släktet gökbin, och familjen långtungebin. Inga underarter finns listade i Catalogue of Life.

## Bildgalleri

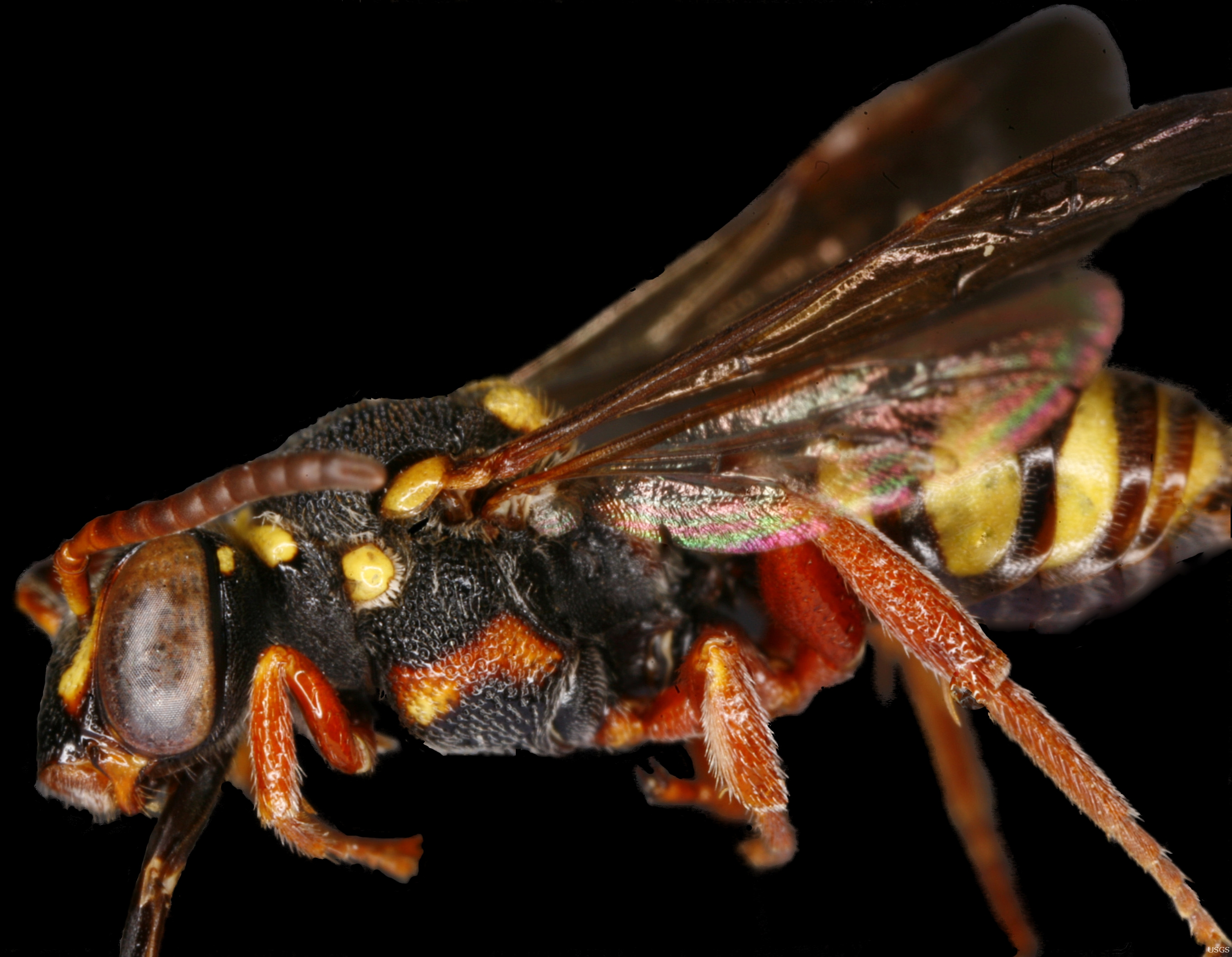